# Solo Finizio
Solo Finizio è il 26º album di Gigi Finizio, pubblicato nel 1999.
La maggior parte delle canzoni contenute erano state già presentate in altri album.

## Tracce
1. Male dentro
2. T'innamorerai
3. Fammi riprovare
4. Scacco matto
5. Lo specchio dei pensieri
6. Solo lei
7. Notte senza luna
8. Solitudo
9. Occasioni
10. Sarai
11. Prigioniero di un sogno
12. Vita ti sorriderà
13. Il cuore nel caffè